# Olof Winkler
Olof Alexander Winkler, auch Olaf Winkler oder Olof Winckler (* 29. Januar 1843 in Zschopenthal, Königreich Sachsen; † 26. September 1895 in Dresden), war ein deutscher Landschaftsmaler und Illustrator.

## Leben

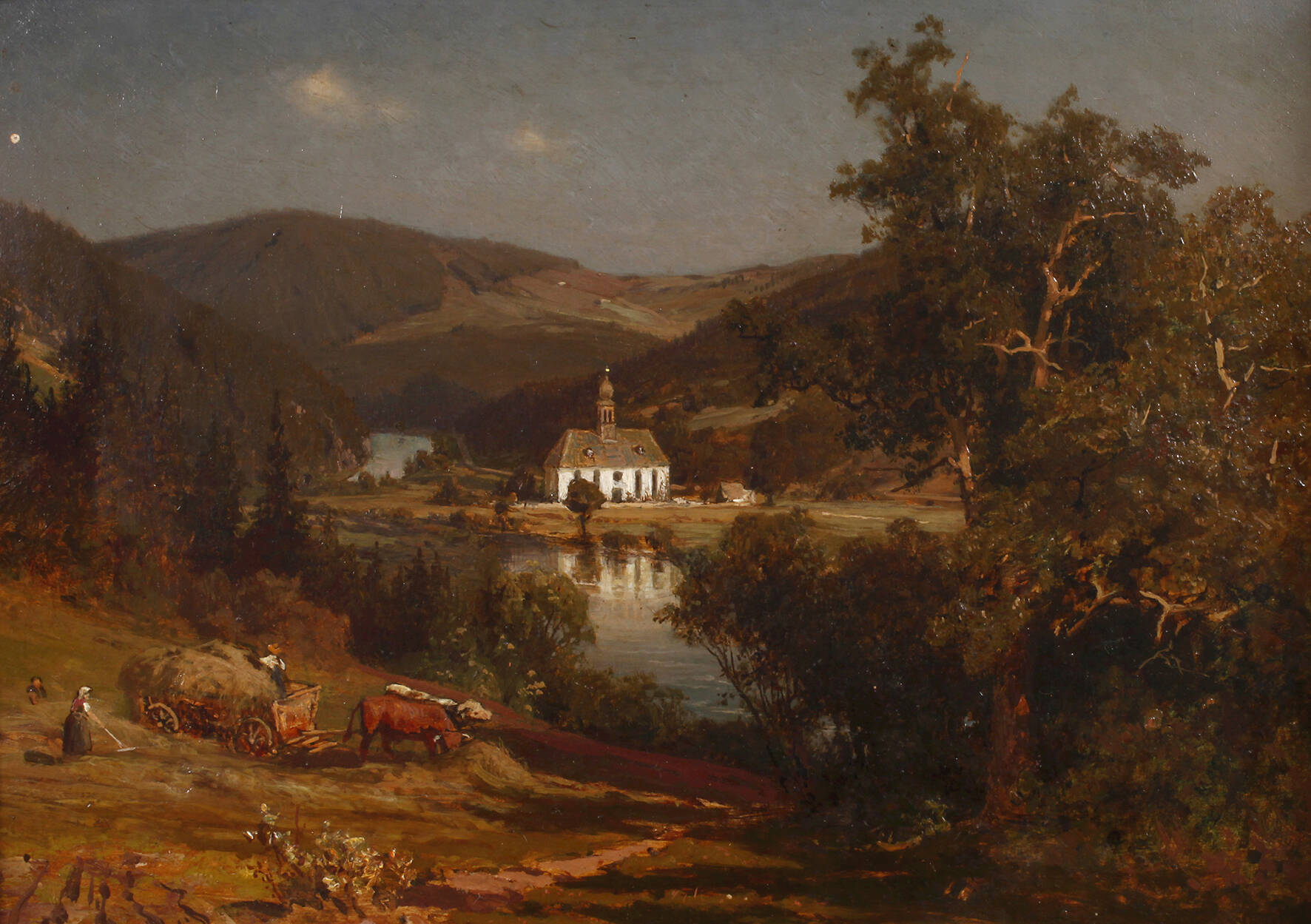
Olof Winkler: Klösterlein Zelle im Erzgebirge, 1888

Olof Winkler war ein Sohn des Hütteninspektors und Metallurgen Kurt Alexander Winkler, der bis 1848 das Blaufarbenwerk Zschopenthal leitete. Ein älterer Bruder Olofs war der spätere Chemiker Clemens Alexander Winkler. Olofs Großvater war der vielseitig – auch an Malerei – interessierte Metallurg August Fürchtegott Winkler. 1848 übersiedelte die Familie nach Niederpfannenstiel, wo der Vater erneut ein Blaufarbenwerk leitete.
Olof Winkler erhielt zunächst Unterricht durch Hauslehrer, dann besuchte er das Gymnasium in Plauen. Nach einer kurzen Lehre beim Dresdner Lithografen Johann Anton Williard schrieb er sich zum Kunststudium an der Kunstakademie Dresden ein. 1864/65 weilte er in Rom und verkehrte dort im Deutschen Künstlerverein. Auf der Großherzoglich-Sächsischen Kunstschule Weimar wurde er anschließend Schüler von Alexander Michelis, Stanislaus von Kalckreuth und Arnold Böcklin. In Weimar, wo er noch eine Zeit als Maler wohnte, vermählte er sich mit Emmy, der Tochter des Dramatikers Emil Palleske. Das Paar, das später geschieden wurde, hatte zwei Söhne und eine Tochter.

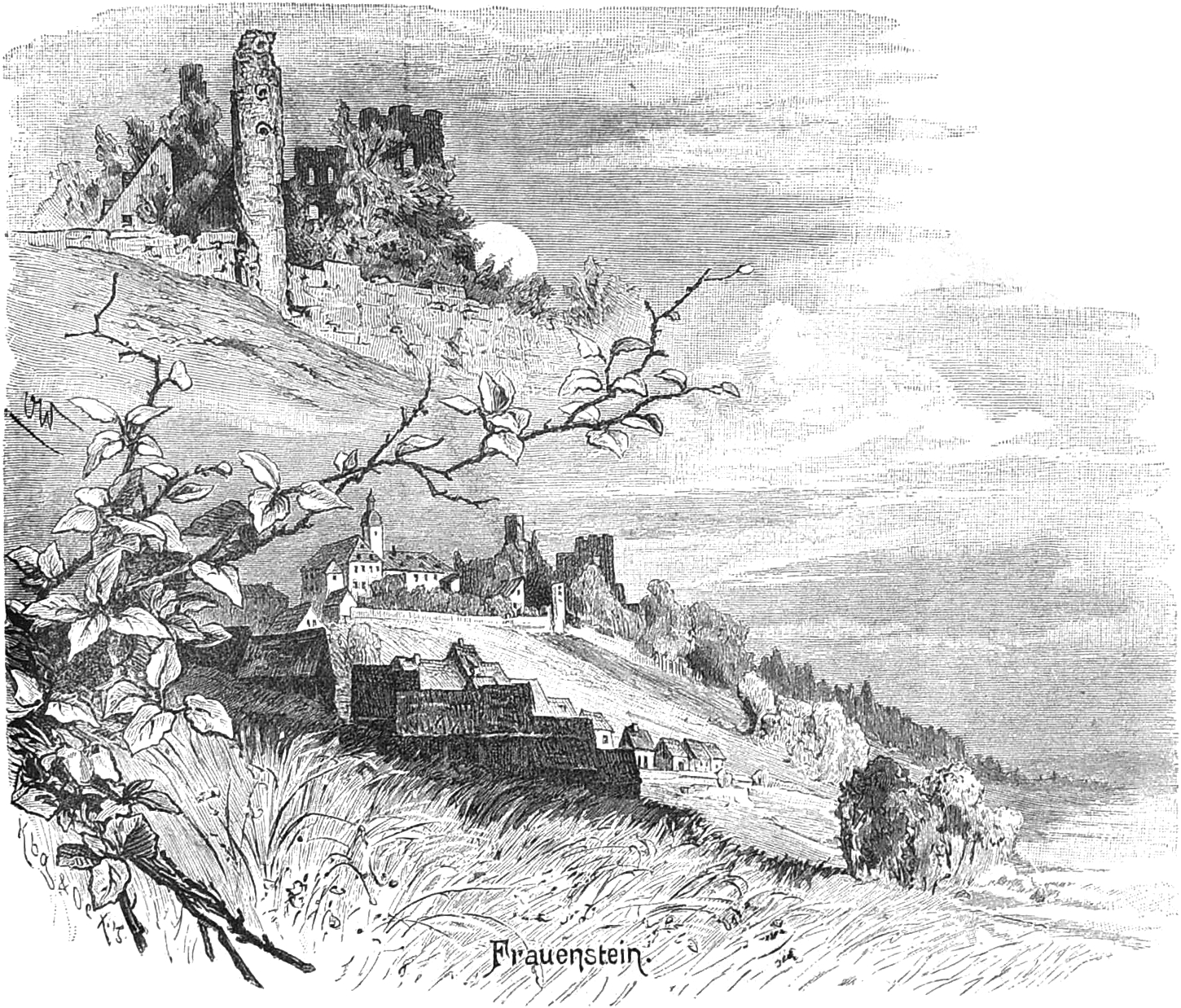
Frauenstein, Illustration aus der Zeitschrift Die Gartenlaube, 1889

1869 lebte die Familie in Berlin, 1870 bis 1872 in Leipzig. Eine Weile hielt sich Winkler zu Studien in Paris auf. 1874 ließ er sich in Düsseldorf nieder, dann wieder in Weimar, 1883 in Dresden. Dort war er seit 1888 Mitglied der Naturwissenschaftlichen Gesellschaft ISIS. 1891 heiratete er in zweiter Ehe Laura Alexandrine Hering, die Tochter eines emeritierten Pfarrers aus Meißen. Winkler starb nach fortschreitender Krankheit in „urämischer Ohnmacht“ an den Folgen eines „Fußleidens“, das er sich bereits 1848 bei einem Sturz ins Wasser zugezogen und das ihn lebenslang behindert hatte.
Winkler wurde bekannt durch Ansichten von Landschaften aus Oberbayern, Österreich und der Schweiz. Er malte aber auch Ansichten in Sachsen, Thüringen und auf Rügen. Für die Zeitschrift Die Gartenlaube und andere Auftraggeber lieferte er Illustrationen. Für die Berliner Gesellschaft Urania schuf er Ende der 1880er Jahre unter Leitung von Wilhelm Kranz (1853–1930) Bühnenbilder mit „Naturscenerien“ bzw. „Landschaften über die Perioden der Erdentwickelung“ und „Mondlandschaften“ – großformatige, bühnenhaft inszenierte Darstellungen, die heute als Dioramen bezeichnet werden. Bereits 1877 war er vor der Gesellschaft Deutscher Naturforscher und Ärzte mit seinem malerischen Versuch aufgetreten, „einen Theil des Mondes landschaftlich darzustellen“.